# أندري كولجانوف
أندري كولجانوف (مواليد 27 سبتمبر 1974) هو مبارز بالسيف كازاخستاني، مثّل بلاده في الألعاب الأولمبية الصيفية 2000.

## روابط خارجية
أندري كولجانوف على موقع الاتحاد الدولي للمبارزة (الإنجليزية)
- أندري كولجانوف على موقع أوليمبيديا (الإنجليزية)